# Theodor Berger
Theodor Berger (ur. 18 maja 1905 w Traismauer, zm. 21 sierpnia 1992 w Wiedniu) – austriacki kompozytor.

## Życiorys
W latach 1926–1932 był uczniem Ericha Korngolda i Franza Schmidta w Konserwatorium Wiedeńskim. W 1932 roku wyjechał do Berlina, do Austrii powrócił w 1939 roku. W 1951 i 1959 roku został odznaczony austriacką nagrodą państwową.
Tworzył w nawiązaniu do stylistyki neoromantycznej. W muzyce Bergera mieszają się środki muzyczne typowe dla 1. połowy XX wieku, z wyjątkiem dodekafonii.

## Wybrane kompozycje
(na podstawie materiałów źródłowych)

### Utwory orkiestrowe
- Malinconia na smyczki (1938)
- Ballada (1941)
- Legende vom Prinzen Eugen (1942)
- Rondino giocoso na smyczki (1947)
- Concerto manuale na 2 fortepiany, marimbafon, metalofon, smyczki i perkusję (1951)
- La parola (1954)
- Koncert skrzypcowy (1954)
- Sinfonia Parabolica (1956)
- Sinfonia Macchinale (1956)
- Symphonischer Triglyph (1957)
- symfonia Jahreszeiten (1958)

### Utwory kameralne
- 2 kwartety smyczkowe (I 1930, II 1931)

### Utwory wokalno-instrumentalne
- Frauenstimmen im Orchester na chór żeński, harfę i smyczki (1959)
- Divertimento na chór męski, 7 instrumentów dętych i perkusję (1968)

### Balety
- Homerische Sinfonie (1948)
- Heiratsannoncen (1958)